# Homalomena stollei
Homalomena stollei är en kallaväxtart som beskrevs av Adolf Engler och Kurt Krause. Homalomena stollei ingår i släktet Homalomena och familjen kallaväxter. Inga underarter finns listade.